# جامعة لفيف لسلامة الحياة
جامعة لفيف لسلامة الحياة مؤسسة تعليم عالي أوكرانية، (بالأوكرانية: Львівський державний університет безпеки життєдіяльності) هي جامعة تقع في لفيف أوبلاست، أوكرانيا. تأسست هذه الجامعة في سنة 1947